# Tabocas do Brejo Velho
Tabocas do Brejo Velho è un comune del Brasile nello Stato di Bahia, parte della mesoregione dell'Extremo Oeste Baiano e della microregione di Cotegipe.